# Mravinjac (Chorwacja)
Mravinjac – wieś w Chorwacji, w żupanii dubrownicko-neretwiańskiej, w mieście Dubrownik. W 2011 roku liczyła 88 mieszkańców.